# ナンソワ＝シュル＝オルナン
ナンソワ＝シュル＝オルナン （Nançois-sur-Ornain）は、フランス、グラン・テスト地域圏、ムーズ県のコミューン。

## 地理
ナンソワ＝シュル＝オルナンはロレーヌの西、ムーズ県の南に位置している。村はオルナン川の右岸に建てられている。バル＝ル＝デュックの北西12km、最も近い大都市であるナンシーの東71kmに位置している。
コミューンは、パリからストラスブールに通じる国道4号線から3km離れている。リニー・アン・バロワからバル＝ル＝デュックまで通じる国道135号線とは1km離れている。コミューンにはナンソワ＝トロンヴィル駅がある。ナンシー＝ヴィル駅とバル＝ル＝デュック駅とをつなぐ、TERロレーヌの路線が停車する。

## 由来
Nasitum in pago Ardornensi（17世紀） ; Nancioris-curtis (947年) ; Nanzeiacum (1064年) ; Nanceiacum (1106年) ; Nançois-sur-Orne (1255年) ; Nansetum-supra-Ornan, Nanceium (1402年) ; Nancoy (1460) ; Petit-Nansoy (1495年-1496年) ; Petit-Nançoy (1579年) ; Petit-Nancy (1700年) ; Petit-Nançois, Nansitum-Parvum (1711年) ; Nanciacum, Nanceiis (1756年) ; Nancois le Petit (1793年), Nançois-sur-Ornain (1935年)。

## 歴史
ナチス・ドイツによるフランス占領時代、シャルル・ゴンベールは駅の助役を務めていた。1944年3月24日、自転車で帰宅途中のゴンベールは、ドランシー収容所からやってきた列車が絶滅収容所へ向かうのを見た。8人の追放者たちが飛び降りた。6人が殺害されるか、連れていかれた。アンリ・サンドロヴィッツとセルジュ・グリブの2人は逃亡した。ゴンベールは彼らを自宅に連れて帰り、2週間の間匿った。彼は2人のため偽造文書を手に入れられなかった。鉄道システムを熟知していたゴンベールは、2人をバル＝ル＝デュックまで送り、休暇から戻ってきたドイツ人たちの列車に彼らを乗せ、彼らを救った。彼らは身の安全を得た。1977年9月30日、シャルル・ゴンベールは諸国民の中の正義の人として、ヤド・ヴァシェムから顕彰された · 。

## 人口統計
| 1962年 | 1968年 | 1975年 | 1982年 | 1990年 | 1999年 | 2005年 | 2014年 |
| ------ | ------ | ------ | ------ | ------ | ------ | ------ | ------ |
| 412    | 400    | 472    | 454    | 445    | 421    | 382    | 389    |

参照元:1962年から1999年までは複数コミューンに住所登録をする者の重複分を除いたもの。それ以降は当該コミューンの人口統計によるもの。1999年までEHESS/Cassini、2006年以降INSEE。

## 史跡
- サン・レミ教会[7] · [8].
- 第一次世界大戦戦死者記念碑[9].
- ノートル・ダム・ド・シャティヨン像 - 別名『黒い聖母』[10]。
- 受難の象徴を持つ輝くキリスト十字架像

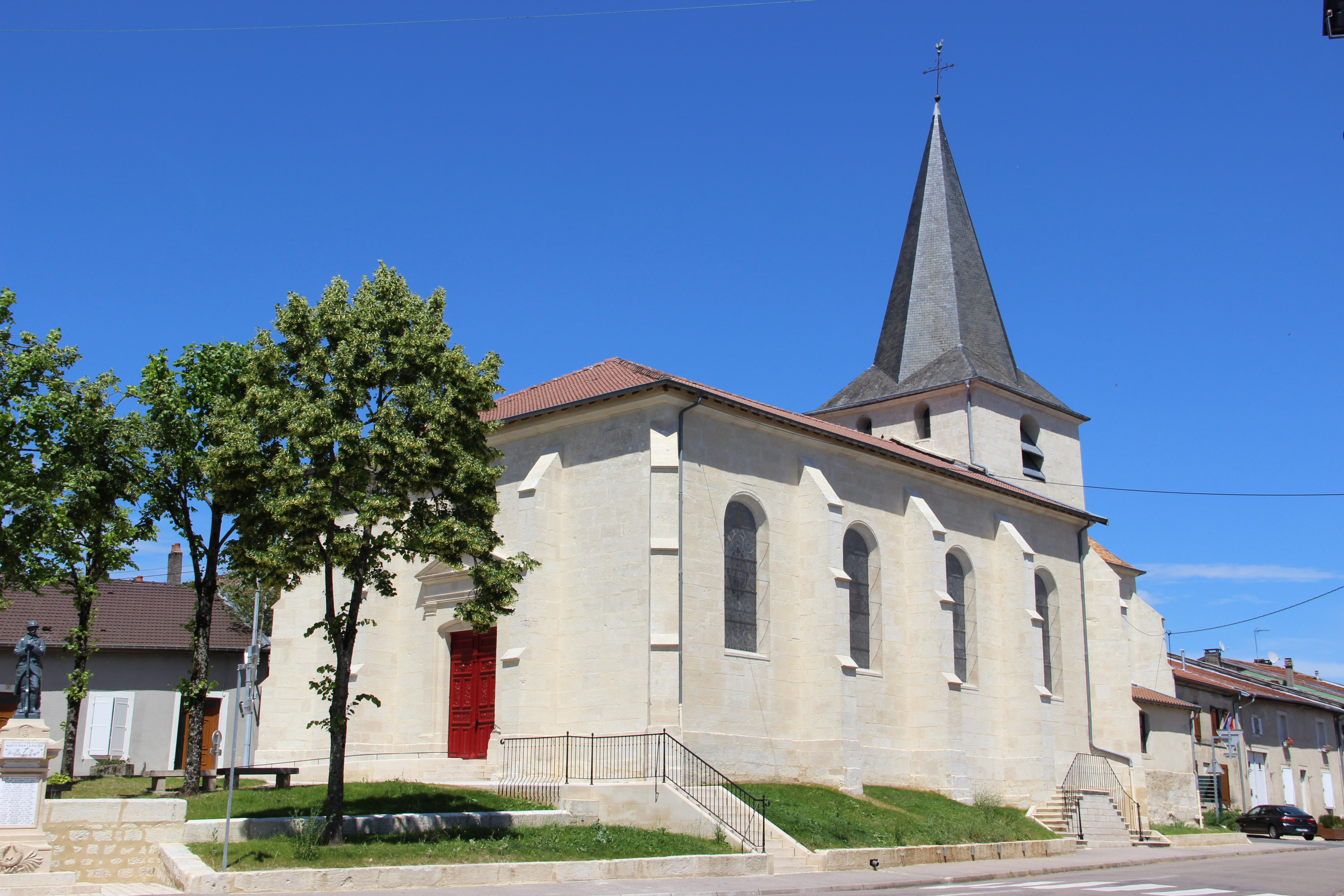
サン・レミ教会
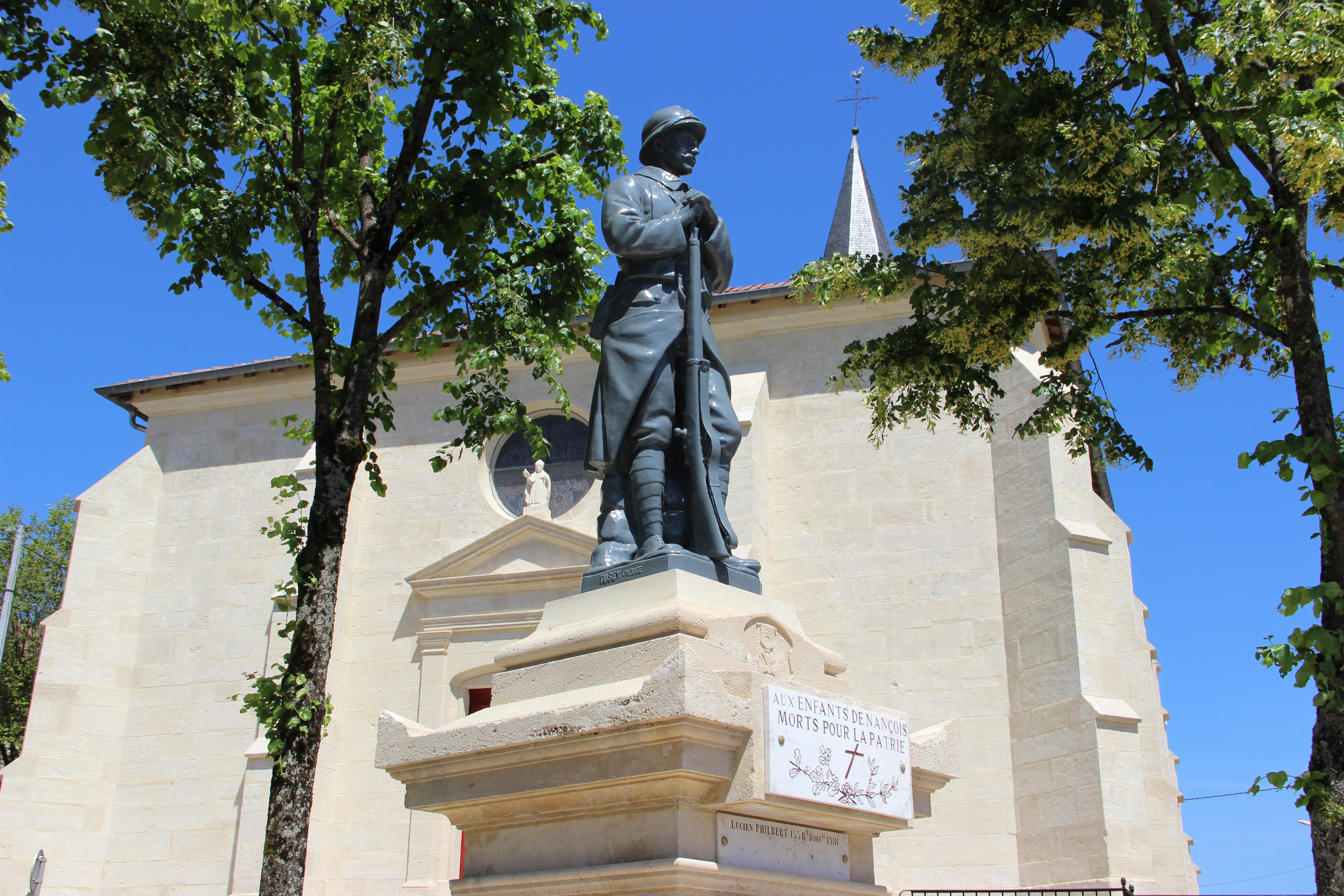
戦死者記念碑
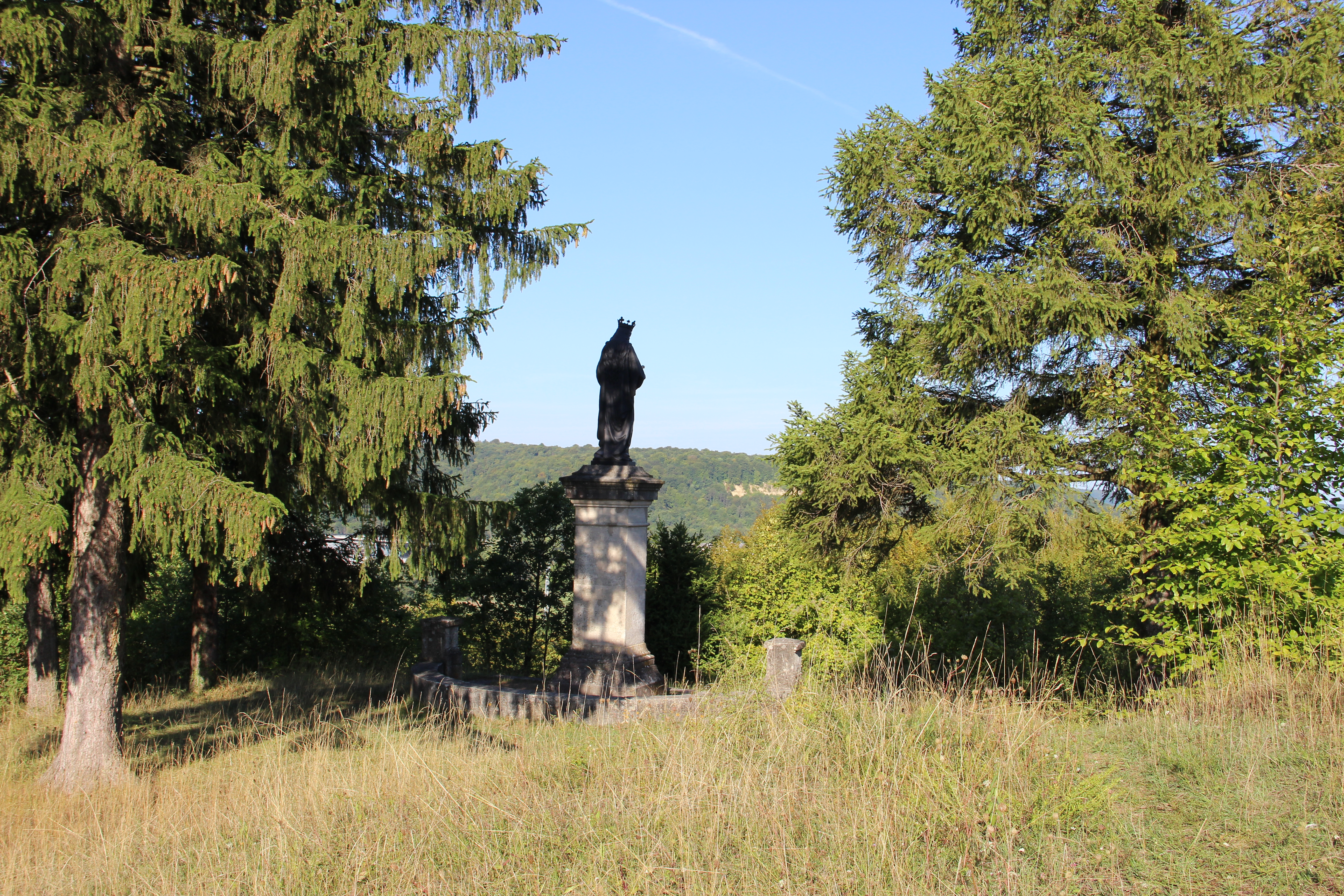
聖母像
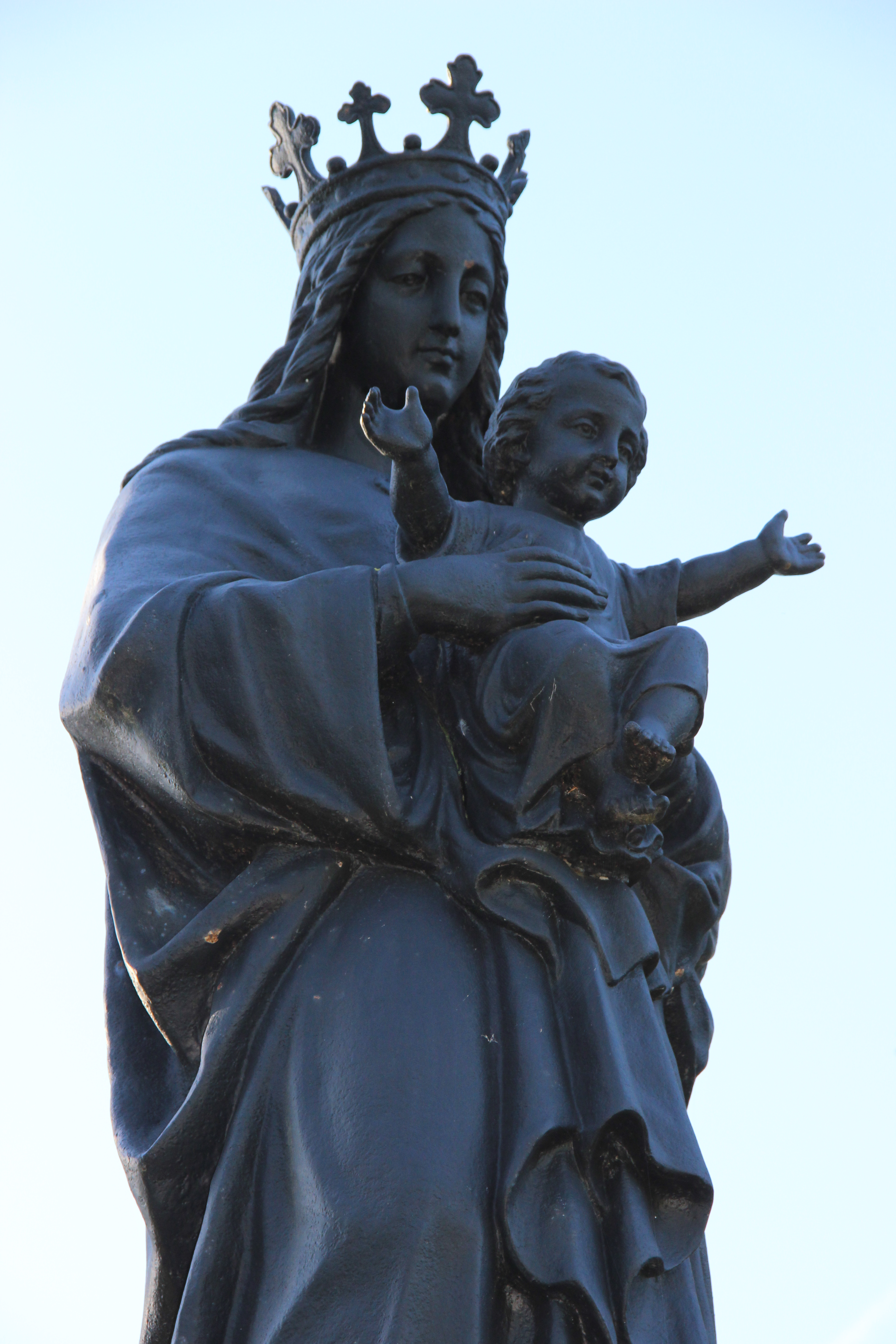
黒い聖母
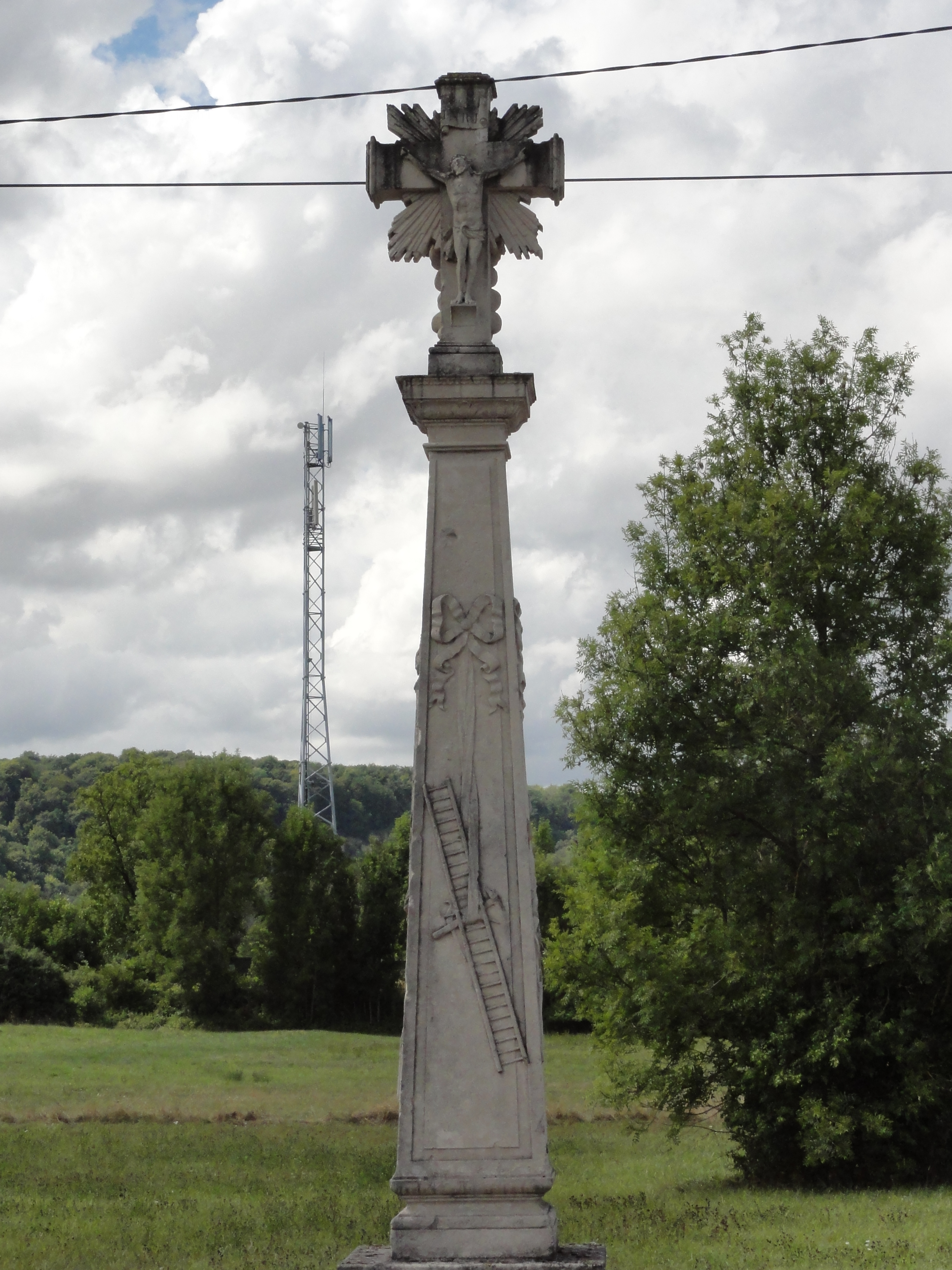
十字架